# Битхэм-Эдвардс, Матильда
Матильда Битхэм-Эдвардс (англ. Matilda Betham-Edwards; 4 марта 1836, Суффолк — 4 января 1919, Гастингс, Восточный Суссекс) — английская писательница-путешественница и поэтесса,  романист, франкофил и автор ряда детских книг.

## Биография
Матильда Битхэм-Эдвардс родилась 4 марта 1836 года в английском графстве Суффолк; она была четвертой дочерью фермера Эдварда Эдвардса (ок. 1808 — 1864) и его жены Барбары (1806—1848), дочери Уильяма Бетэма (1749—1839), антиквара и священнослужителя. Она получила образование в Ипсуиче и была гувернанткой в одной из лондонских школ.
Её первый роман «Белый дом у моря» (англ. «The white house by the sea») изданный в 1857 году имел огромный успех, переиздавался несколько раз, в том числе в Соединённых Штатах Америки и печатался в течение сорока лет.
Матильда изучала французский и немецкий языки за границей, а затем поселилась со своей сестрой в родном Суффолке, чтобы управлять фермой, которая ранее принадлежала их отцу. Не довольствуясь, однако, чисто сельскими занятиями, она время от времени вносила вклад в журнал «Домашние чтение», пользуясь в то время дружбой с Чарльзом Диккенсом и старым знакомством с Чарльзом и Мэри Лэм, друзьями её матери.
После смерти сестры Матильда Битхэм-Эдвардс переехала в Лондон и написала ряд романов о французской жизни, основанных на её частых визитах во Францию и её глубоком знании провинциальных французских домов, а также издала ряд детских книг и научно-популярных книг о Франции; многие из них были опубликованы издательством Ричарда Бентли. Затем она приехала в Алжир, где подружилась с английской художницей-педагогом и феминисткой Барбарой Ли Смит Бодишон и посетила вместе с ней Францию и Испанию.
По происхождению гугенотов, она считала Францию своей второй родиной и поставила перед собой задачу добиться лучшего взаимопонимания между двумя странами, разделявшими ее любовь. Таким образом, она многое сделала для улучшения взаимоотношений между англичанами и французами. В 1908 году на Франко-британской выставке Битхэм-Эдвардс была отмечена медалью.
Бетэм-Эдвардс часто цитируется в антологиях лесбийской поэзии, но нет убедительных доказательств того, что у неё была нетрадиционная сексуальная ориентация[стиль].
Матильда Битхэм-Эдвардс умерла 4 января 1919 года в Гастингсе.
Её романы «Doctor Jacob» (1864) и «Kitty» (1869) были переведены на множество языков.